# Charlotte Harbor
Charlotte Harbor és una concentració de població designada pel cens dels Estats Units a l'estat de Florida. Segons el cens del 2000 tenia 3.647 habitants.

## Demografia
Segons el cens del 2000, Charlotte Harbor tenia 3.647 habitants, 1.771 habitatges, i 823 famílies. La densitat de població era de 645,9 habitants per km².
Dels 1.771 habitatges en un 10,1% hi vivien nens de menys de 18 anys, en un 38,2% hi vivien parelles casades, en un 5,4% dones solteres, i en un 53,5% no eren unitats familiars. En el 48% dels habitatges hi vivien persones soles el 34,8% de les quals corresponia a persones de 65 anys o més que vivien soles. El nombre mitjà de persones vivint en cada habitatge era d'1,76 i el nombre mitjà de persones que vivien en cada família era de 2,41.
Per edats la població es repartia de la següent manera: un 9,4% tenia menys de 18 anys, un 4,1% entre 18 i 24, un 13,7% entre 25 i 44, un 16,6% de 45 a 60 i un 56,3% 65 anys o més.
L'edat mediana era de 70 anys. Per cada 100 dones de 18 o més anys hi havia 69,3 homes.
La renda mediana per habitatge era de 29.468 $ i la renda mediana per família de 39.583 $. Els homes tenien una renda mediana de 26.157 $ mentre que les dones 19.097 $. La renda per capita de la població era de 22.211 $. Entorn del 4,5% de les famílies i el 10,3% de la població estaven per davall del llindar de pobresa.

## Poblacions més properes
El següent diagrama mostra les poblacions més properes.